# Esplegares
Esplegares – gmina w Hiszpanii, w prowincji Guadalajara, w Kastylii-La Mancha, o powierzchni 37,45 km². W 2011 roku gmina liczyła 44 mieszkańców.